# Depo Hostivař (stanice metra)
Depo Hostivař (zkratka HO) je konečná stanice linky A pražského metra, umístěná na okraji Strašnic v hale depa Hostivař. Pracovní názvy zněly Nové Strašnice nebo také Malešická. Slouží zejména k přestupu mezi metrem a autobusovými linkami do Dolních Měcholup a Uhříněvsi; zpočátku zde byly ukončeny také autobusové linky do Dubče a obcí v blízkosti Prahy (např. Říčan a Kostelce nad Černými lesy). V srpnu 2022 byl dán do provozu zcela nový terminál, kdy ke stanici nově zajíždí tramvajové linky, konkrétně linky 16 a 19, linka 19 zde končí. Bylo také opraveno autobusové obratiště a zajíždí sem více linek. 

## Charakteristika

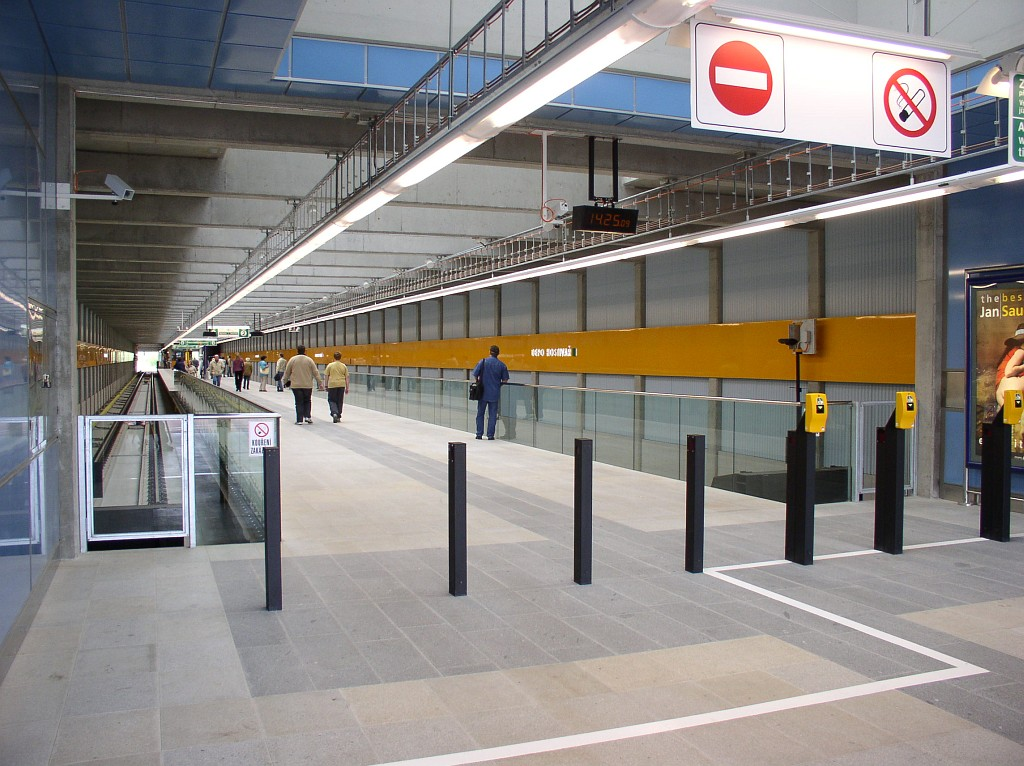
Vestibul a nástupiště Depo Hostivař

Stanice má neobvyklé koncepce, nachází se přímo v areálu depa metra, zabírá jeho dvě západní koleje. Mezi nimi se vybudovalo ostrovní nástupiště, které je v celé síti metra vůbec nejužší a vzniklo v prostoru bývalé myčky vozů. Osvětlení během dne řeší prosklená střecha. Výstup je jeden s velmi malým vestibulem, vede severním směrem k terminálu příměstských autobusových linek. Stanice má plnit účel přestupní stanice mezi metrem a autobusy. Součástí komplexu je i záchytné parkoviště P+R.
Výstavbu stanice zahájili v červenci roku 2004, probíhala za provozu depa. Stanice byla pro veřejnost zprovozněna 26. května 2006 v 15.30 hod.; související změny v povrchové dopravě se zavedly 28. května. Během výstavby se muselo přestavět část kolejiště před depem (tzv. zhlaví) a upravit jednu halu, která nyní slouží jako vlastní stanice. Po nějakou dobu tak pro linku metra A muselo vypravovat vlaky depo Kačerov. Celkové náklady na výstavbu komplexu včetně autobusového terminálu a záchytného parkoviště se uvádějí kolem 1,3 miliardy korun, z toho na samotnou stanici metra cca 860 milionů Kč.
Jako v jediné stanici pražského metra zde není název stanice na obkladu za nástupištěm psán typem písma Metron.
Tato konečná stanice je od předchozí stanice Skalka (dřívější konečné) vzdálena 1 020 m. Část této trati přes zhlaví depa je jediným nekrytým úsekem pražského metra s přepravou cestujících.
Od 14. prosince 2008 došlo k výrazným změnám v terminálu Depo Hostivař. Většina autobusových linek, které zde dosud byly ukončeny, se přesměrovala ke stanici linky C Háje (příměstské linky řady 3xx) nebo ke stanici linky A Skalka (autobusy z Kolodějí a Dubče). Důvodem byly stížnosti cestujících na délku intervalu a pásmový provoz (do stanice jezdil po většinu pracovního dne od Skalky pouze každý druhý spoj), na dlouhý přestup od terminálu k samotnému nástupišti a především dopravní komplikace způsobené stále hůře průjezdnými navazujícími komunikacemi Černokostelecká a Kutnohorská, v důsledku čehož nabíraly autobusy zpoždění i v desítkách minut. Tato změna způsobila další výrazné snížení využití stanice, jejíž účelnost se stala od samého počátku předmětem kritiky odborníků i veřejnosti. Nově jsou ve směru od jihovýchodu u této stanice ukončeny pouze městské autobusové linky jedoucí přes Uhříněves do Královic, Benic, Lipan a Kolovrat, příměstská linka do Doubku a linka 382 – ta sice měla končit rovněž u stanice metra Háje, avšak na poslední chvíli (v pátek 12. prosince 2008) bylo pražským primátorem z podnětu starosty Jevan v rozporu s vydanou licencí rozhodnuto, že zůstane ukončena u Depa Hostivař (příslušné rozhodnutí o dočasné změně bylo vydáno až několik dnů po termínu změny); teprve od 8. března 2009 by měla linka 382 končit stejně jako ostatní linky tohoto svazku u stanice Háje.
Od roku 2017 mají ve stanici konečnou z příměstských linek pouze autobusy č. 364 a 366. Linka 382 je vedena podle původního plánu ke stanici metra C Háje.
Z městských linek zde začínají či tudy projíždí linky 163 (z Želivského přes Štěrboholy na Sídl. Rohožník), 208 (směr Štěrboholy do zast. Bezděkovská) a 229 (spolu s příměstskými linkami 364 a 366 zajišťuje interval 30 minut mimo špičku a 15 minut ve špičce do Uhříněvsi). Linka 163 byla zkrácena na stanici Depo Hostivař, tzn. že nejede dál až na Želivského. Toto opatření bylo uděleno z důvodu zpoždění linky 163 než dojede na Sídliště Rohožník. Také sem zajíždí prodloužená linka 228 (Poliklinika Malešice – Depo Hostivař – Štěrboholy – Škola Dubeč – Nádraží Uhříněves – Benice), která zde jako jediná nekončí. Od roku 2022 odtud směrem k nově vzniklé zastávce Kardausova vyjíždí linka 173. Od prosince 2024 nahrazuje autobusovou linku do Fashion Areny linka 238. 

## Kritika
Schválení projektu výstavby stanice v depu se stalo častokrát terčem kritiky. Hlavním argumentem kritiky bylo, že se stanice nachází v neobydlené oblasti a že se tím pádem nejedná o návratnou nebo výhodnou investici. Zastánci výstavby argumenty vyvraceli tím, že slouží prvořadě pro přestup z příměstské dopravy, čímž ušetří mnoho kilometrů z tras příměstských autobusových linek vedoucích ke stanici metra Skalka, a rovněž se zde nachází vhodnější umístění záchytného parkoviště P+R.
Dalším argumentem bylo, že zavedení přepravy v úseku by vyšlo levněji, protože využívá již vybudované trati. Také tato informace se již v průběhu stavby ukázala jako nepravdivá, protože většina trati musela být postavena zcela nově kvůli nevyhovujícím (malým) poloměrům traťových oblouků, které by na zhlaví neumožňovaly zvýšení provozní rychlosti na 40 km/h. 
Protože provozní poměry v depu neumožňují stejnou dopravní kapacitu, jakou má zbytek trati, zajíždí v pracovní den do této stanice pouze polovina vlaků, ostatní končí ve stanici Skalka. Tím došlo ke zhoršení návaznosti mezi spoji metra a autobusových linek.
Předmětem připomínek byl i místopisně nesprávný název stanice. Celá stanice i depo metra se totiž nachází v katastrálním území Strašnic. Hranice území Hostivaře, v němž z větší části leží dílenské, administrativní a garážovací objekty pro autobusy a tramvaje areálu Dopravního podniku, je od stanice metra vzdálená asi 300 metrů. Vžitý název objektu byl nakonec použit pro název stanice přes nesouhlas městské části Praha 10.